# Mets Parni
Mets Parni är en ort i Armenien.   Den ligger i provinsen Lori, i den nordvästra delen av landet, 80 kilometer norr om huvudstaden Jerevan. Mets Parni ligger 1 699 meter över havet och antalet invånare är 1 934.
Terrängen runt Mets Parni är huvudsakligen kuperad. Mets Parni ligger nere i en dal. Närmaste större samhälle är Spitak, 13,2 kilometer öster om Mets Parni.
Trakten runt Mets Parni består till största delen av jordbruksmark. Runt Mets Parni är det ganska tätbefolkat, med 65 invånare per kvadratkilometer.